# Battal Gazi Destanı
Pour plus de détails, voir Fiche technique et Distribution.
Battal Gazi Destanı (La Légende du ghazi Battal) est un film turc d'action et d'aventure historique réalisé par Atıf Yılmaz, sorti en 1971. Il s'inspire de la légende d'un chef militaire du VIIIe siècle à Constantinople, Abdallah al-Battal.

## Synopsis
À Malatya, le chef militaire turkmène Hüseyin Gazi est tué par des combattants byzantins. Son fils Cafer veut le venger. Sur le chemin de Constantinople, il rencontre un vieil ami de son père, le guerrier byzantin Hammer. Tous deux vont vivre de nombreuses aventures.

## Fiche technique
- Titre : Battal Gazi Destanı
- Réalisation : Atıf Yılmaz
- Scénario : Ayşe Şasa et Atıf Yılmaz
- Photographie : Çetin Tunca
- Montage : Özdemir Aritan
- Musique :
- Production : Memduh Ün
- Société de production : Uğur Film
- Pays :  Turquie
- Genre : Film d'action historique
- Durée : 85 minutes
- Dates de sortie : 1er novembre 1971

## Distribution
- Cüneyt Arkın : Battal Gazi / Hüseyin Gazi / Cafer
- Fikret Hakan : Ahmet Turani / Hammer
- Meral Zeren :  Ayşe
- Reha Yurdakul : Hileryon
- Kerim Afşar : Imperator Leon
- Melek Görgün : Irene
- Aynur Akarsu : Faustina
- Erden Alkan : Delibaş Kiryos Alyon
- Ali Taygun : Bizans Kargası Polemon
- Niyazi Er : Budala Testor
- Ekrem Gökkaya : Vezir Abdusselam
- Atıf Kaptan : Ömer Bey
- Baki Tamer : Tevabil Usta

## Suites
Devant le succès du film, des suites sortent les années suivantes, réalisées par Natuk Baytan, avec Cüneyt Arkın dans le même rôle : Battal Gazi'nin Intikami (1972), Savulun Battal Gazi Geliyor (1973) et Battal Gazi'nin ğlu (1974).